# Аурелије Картагински
Аурелије Картагински је хришћански светитељ који је умро око 430. године.  Био је епископ Картагине у периоду од око 391. до своје смрти. Познат је као пријатељ Августина Хипонског.

## Живот
О његовом животу ван црквене делатности се не зна много. У време када се Августин Хипонски вратио у Африку 388. године, Аурелије је био ђакон. Аурелије је саслуживао Августину када је Августин био свештеник у Хипону. Августин је тражио оснивање монашке заједнице – за коју је простор дао епископ Валерије – а финансирао ју је Аурелије. Аурелије је у манастиру примао монахе за потребе епископске обуке, чиме је манастир практично претворио у неку врсту ране епископске богословије. Августин је високо ценио Аурелија, а сачувана су и бројна Августинова писма Аурелију .
Аурелије је постао епископ Картагине око 392. године  и предводио је бројне црквене саборе о хришћанској доктрини и свештеничкој дисциплини, укључујући важан Сабор из 419. године који је кодификовао „Законик канона Афричке цркве“.[3] Аурелије је био један од првих епископа који је осудио пелагијанство.[4] Подстицао је поштовање мученика, и увео празник Светог Кипријана .